# Chloropikryna
Chloropikryna, trichloro(nitro)metan – organiczny związek chemiczny stosowany jako bojowy środek trujący z grupy drażniących. Otrzymany w 1848 roku przez Johna Stenhousa, używany także jako nematocyd oraz fumigant.

## Właściwości chemiczne
Chloropikryna słabo rozpuszcza się w wodzie, jest natomiast mieszalna z większością rozpuszczalników organicznych. Rozpuszcza się w wielu bojowych środkach trujących (iperyty, fosgen, difosgen, fosforoorganiczne bojowe środki trujące). Jest substancją trwałą chemicznie. Hydrolizuje tylko w środowisku zasadowym przy podwyższonej temperaturze. Właściwymi dla chloropikryny odkażalnikami są roztwory alkoholanów i siarczków metali alkalicznych. W temperaturach powyżej 400 °C rozkłada się z wydzieleniem fosgenu.

## Działanie toksyczne
Pary chloropikryny silnie drażnią błony śluzowe oczu i dróg oddechowych wywołując łzawienie, kichanie i kaszel  (przy stężaniach od 0,002 mg/dm³). Działa dusząco (z objawami w postaci bólu w okolicy żołądka, wymiotów, obrzęku płuc i utraty przytomności) przy stężeniach powyżej 0,1 mg/dm³. W stanie ciekłym powoduje oparzenia skóry. Inhalacyjna dawka śmiertelna wynosi dla chloropikryny 20 g·min·m-3.

## Zastosowania
Chloropikrynę stosuje się do oceny sprawności technicznej środków ochrony dróg oddechowych.